# Наталинська сільська рада
Ната́линська сільська́ ра́да — адміністративно-територіальна одиниця та орган місцевого самоврядування у Красноградському районі Харківської області. Адміністративний центр — село Наталине.

## Загальні відомості
- Наталинська сільська рада утворена в 1920 році.
- Територія ради: 69,896 км²
- Населення ради: 3 904 особи (станом на 2001 рік)
- Територією ради протікає річка Берестова.

## Населені пункти
Сільській раді підпорядковані населені пункти:
- с. Наталине
- с. Улянівка

## Склад ради
Рада складається з 24 депутатів та голови.
- Голова ради: Боровська Віолета Павлівна

### Керівний склад попередніх скликань
| Прізвище, ім'я, по батькові | Основні відомості                                                         | Дата обрання | Дата звільнення |
| --------------------------- | ------------------------------------------------------------------------- | ------------ | --------------- |
| Боровська Віолета Павлівна  | Сільський голова, 1957 року народження, освіта вища, член Партії регіонів | 26.03.2006   | 31.10.2010      |
| Боровська Віолета Павлівна  | Сільський голова, 1957 року народження, освіта вища, член Партії регіонів | 31.10.2010   |                 |

Примітка: таблиця складена за даними сайту Верховної Ради України

### Депутати
За результатами місцевих виборів 2010 року депутатами ради стали:

#### За суб'єктами висування
| Суб'єкт висування                                       | Кількість обраних депутатів | %    |
| ------------------------------------------------------- | --------------------------- | ---- |
| Партія регіонів                                         | 9                           | 37,5 |
| Самовисування                                           | 9                           | 37,5 |
| Народна партія                                          | 3                           | 12,5 |
| Аграрна партія України                                  | 2                           | 8,3  |
| Політична партія Всеукраїнське об'єднання «Батьківщина» | 1                           | 4,2  |

#### За округами
| № округу                                                | Прізвище, ім'я, по батькові     | Дата визнання обраним | Освіта             | Партійна приналежність                        | Відомості про обраного депутата                                                            |
| ------------------------------------------------------- | ------------------------------- | --------------------- | ------------------ | --------------------------------------------- | ------------------------------------------------------------------------------------------ |
| Аграрна партія України                                  |                                 |                       |                    |                                               |                                                                                            |
| 11                                                      | Кондратенко Валентина Зенонівна | 01.11.2010            | середня            | член Аграрної партії України                  | Хрестищенське відділення бурових робіт, оператор котельні                                  |
| 12                                                      | Лемешко Олексій Петрович        | 01.11.2010            | вища               | член Аграрної партії України                  | Управління агропромислового розвитку райдержадміністрації, заступник начальника управління |
| Народна Партія                                          |                                 |                       |                    |                                               |                                                                                            |
| 3                                                       | Балковий Григорій Васильович    | 01.11.2010            | вища               | член Народної партії                          | пенсіонер                                                                                  |
| 18                                                      | Поздєєв В'ячеслав Іванович      | 01.11.2010            | середня спеціальна | член Народної партії                          | ДП «Красноградський лісгосп», майстер лісу                                                 |
| 19                                                      | Шелестинський Олег Петрович     | 01.11.2010            | вища               | член Народної партії                          | ДП «Красноградський лісгосп», старший майстер                                              |
| Партія регіонів                                         |                                 |                       |                    |                                               |                                                                                            |
| 5                                                       | Остапчук Валентина Вікторівна   | 01.11.2010            | вища               | член Партії регіонів                          | тимчасово не працює                                                                        |
| 8                                                       | Дирява Ірина Володимирівна      | 01.11.2010            | вища               | член Партії регіонів                          | Хрестищенське відділення бурових робіт, начальник відділу капітального будівництва         |
| 9                                                       | Швидка Зоя Володимирівна        | 01.11.2010            | середня спеціальна | член Партії регіонів                          | Наталинська сільська рада, чергова                                                         |
| 13                                                      | Дзьох Роман Сергійович          | 01.11.2010            | вища               | член Партії регіонів                          | філія «Красноградське ДЕП», головний інженер                                               |
| 14                                                      | Чернуха Галина Іванівна         | 01.11.2010            | середня            | позапартійна                                  | Наталинська сільська рада, головний бухгалтер                                              |
| 17                                                      | Третяк Олена Василівна          | 01.11.2010            | вища               | член Партії регіонів                          | Наталинська сільська рада, секретар                                                        |
| 20                                                      | Фіц Олена Григорівна            | 01.11.2010            | вища               | член Партії регіонів                          | філія «Красноградське ДЕП», начальник ДРП — 19                                             |
| 23                                                      | Сохін Володимир Миколайович     | 01.11.2010            | вища               | член Партії регіонів                          | ДП Красноградський лісгосп", помічник лісничого Наталинського лісництва                    |
| 24                                                      | Уразаєва Людмила Григорівна     | 01.11.2010            | середня спеціальна | член Партії регіонів                          | пенсіонер                                                                                  |
| Політична партія Всеукраїнське об'єднання «Батьківщина» |                                 |                       |                    |                                               |                                                                                            |
| 7                                                       | Корнева Ніна Володимирівна      | 01.11.2010            | середня спеціальна | член Всеукраїнського об'єднання «Батьківщина» | пенсіонер                                                                                  |
| Самовисування                                           |                                 |                       |                    |                                               |                                                                                            |
| 1                                                       | Кулаковська Парасковія Іванівна | 01.11.2010            | середня            | позапартійна                                  | Хрестищенське відділення бурових робіт, прибиральниця                                      |
| 2                                                       | Лиман Світлана Сергіївна        | 01.11.2010            | середня спеціальна | позапартійна                                  | ТОВ «ХарківТАТнафта», оператор АЗС                                                         |
| 4                                                       | Мальченко Наталія Іванівна      | 01.11.2010            | середня спеціальна | позапартійна                                  | Центральна база виробничого обслуговування, кранівник                                      |
| 6                                                       | Агеєнкова Тетяна Казимирівна    | 27.12.2010            | середня спеціальна | позапартійна                                  | Красноградська школа естетичного виховання, вчитель                                        |
| 10                                                      | Тюпа Валентина Петрівна         | 01.11.2010            | середня спеціальна | член Партії регіонів                          | пенсіонер                                                                                  |
| 15                                                      | Морозюк Василь Олексійович      | 01.11.2010            | вища               | позапартійний                                 | Харківське міжрайонне управління водного господарства, інженер по водному господарству     |
| 16                                                      | Попов Леонід Олександрович      | 27.12.2010            | вища               | позапартійний                                 | Красноградська дистанція колії, начальник                                                  |
| 21                                                      | Піскун Людмила Олександрівна    | 01.11.2010            | середня            | позапартійна                                  | ГУ «Укргазпромгеофізика» ДК «Укргазвидобування», охоронець                                 |
| 22                                                      | Муха Наталія Олексіївна         | 27.12.2010            | вища               | позапартійна                                  | Наталинський НВК, вихователь                                                               |

## Населення
Згідно з переписом УРСР 1989 року чисельність наявного населення сільської ради становила 7417 осіб, з яких 3456 чоловіків та 3961 жінка.
За переписом населення України 2001 року в сільській раді мешкали 3862 особи.

### Мова
Розподіл населення за рідною мовою за даними перепису 2001 року:
| Мова       | Відсоток |
| ---------- | -------- |
| українська | 84,07 %  |
| російська  | 15,24 %  |
| білоруська | 0,15 %   |
| вірменська | 0,15 %   |
| угорська   | 0,05 %   |
| молдовська | 0,03 %   |
| інші       | 0,31 %   |